# Lemon Drop (Pflanze)

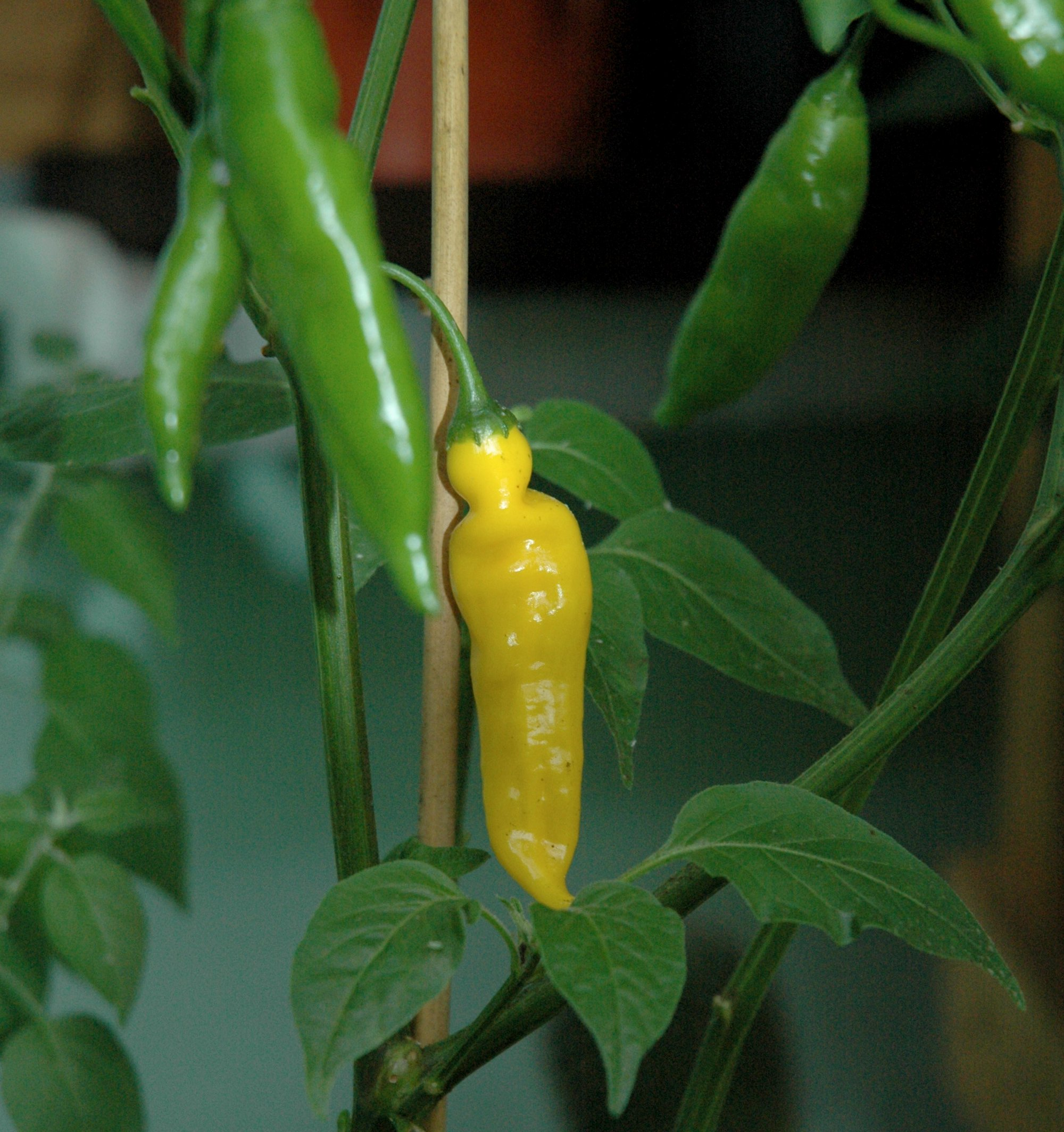
Lemon Drop (Capsicum baccatum)

Lemon Drop (auch Aji limón oder Aji lemon) ist eine Sorte der Pflanzenart Capsicum baccatum. Sie gehört zur Gattung Paprika (Capsicum) in der Familie der Nachtschattengewächse (Solanaceae). Innerhalb der Art Capsicum baccatum zählt Lemon Drop zu den bekanntesten Sorten.

## Beschreibung

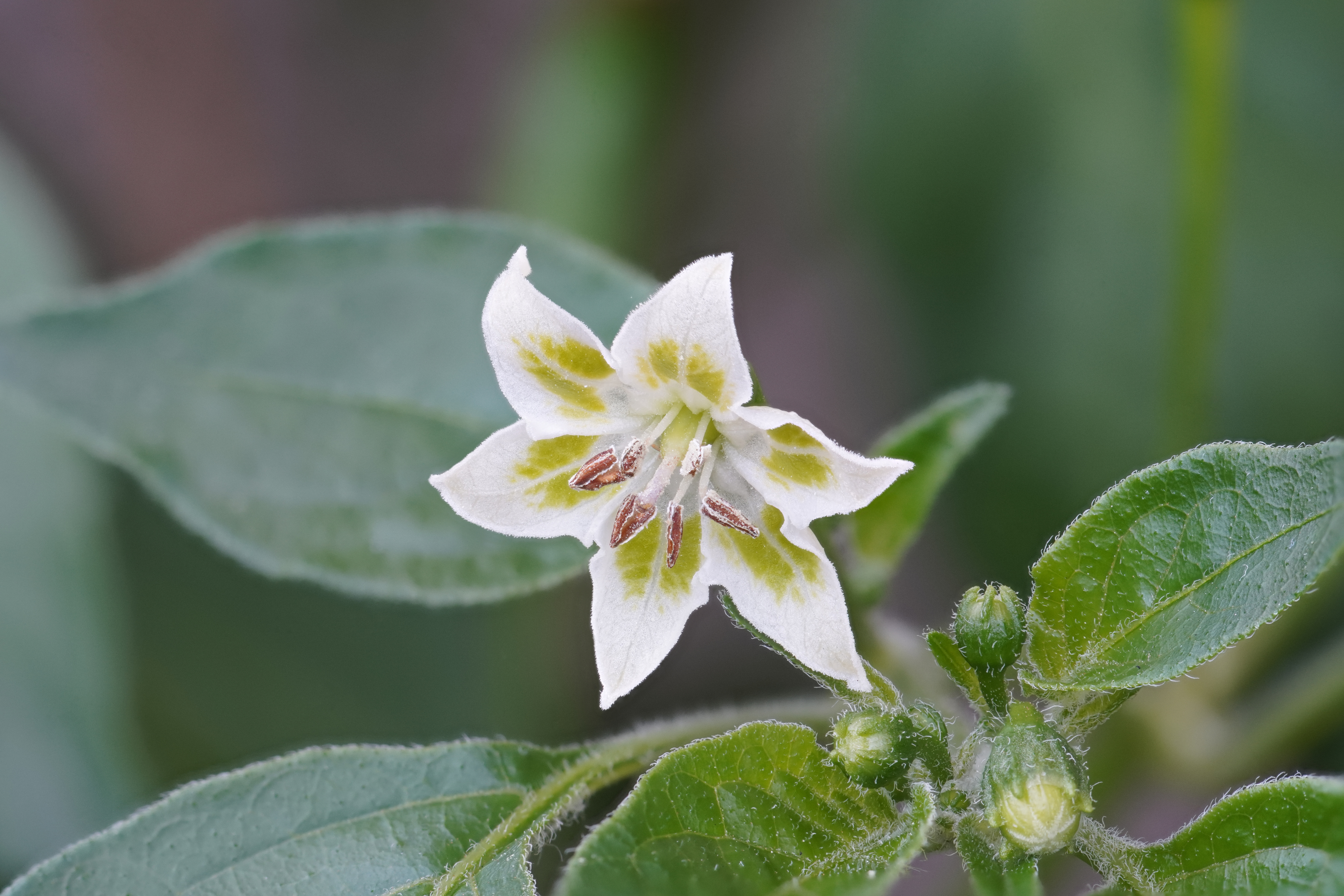
Blüte mit den typischen Flecken

Pflanzen der Sorte Lemon Drop sind typische Vertreter der Art Capsicum baccatum. Bereits im ersten Jahr können sie eine Höhe von 1,50 bis 2 Metern erreichen. Die Pflanze wächst aufrecht und ist stark verzweigt. Die Blätter sind dunkelgrün und relativ schmal, die Blütenblätter sind weißlich-grün und tragen die für diese Art typischen gelb-grünen Flecken am Grund. Lemon Drop sind sehr ertragreiche Chilipflanzen, in einem Jahr kann eine Pflanze über 100 Früchte tragen. Die Zeit zwischen der Befruchtung der Blüte und der Reife der Frucht beträgt etwa 80 Tage.
Die Frucht ist meist 4 bis 10 cm lang und recht schmal, auffallend sind die faltige Oberfläche sowie vereinzelt auftretende „spornartige“ Auswüchse. Die unreifen Früchte sind grün, ausgereift zeigen sie ein leuchtendes Gelb, sind dünnwandig und enthalten vergleichsweise wenige Samen.

## Herkunft
Die Sorte stammt wie die meisten der Art Capsicum baccatum aus Südamerika. Bis Mitte der 1990er Jahre war sie außerhalb fast unbekannt, seitdem wird sie verstärkt von Hobbygärtnern in Nordamerika und Europa angebaut.

## Verwendung
Lemon Drops werden aufgrund ihrer Schärfe bevorzugt zum Würzen von Speisen verwendet. Auf der für die Schärfebestimmung gebräuchlichen Scoville-Skala liegen die Früchte zwischen 15.000 und 30.000 Einheiten. Damit sind sie zwar deutlich milder als beispielsweise Habaneroschoten, liegen andererseits ein gutes Stück oberhalb der weit verbreiteten Jalapeño. Zusätzlich zur Schärfe ist für Lemon Drop ein ausgeprägtes Zitrusaroma typisch, welches dieser Sorte auch ihren Namen gab. Sie können frisch verzehrt werden, eignen sich aber aufgrund ihres dünnen Fruchtfleisches auch gut zum Trocknen, was aufgrund der leuchtenden Farbe ein sehr auffälliges Chilipulver ergibt. Wegen des fruchtigen Aromas dienen sie frisch teilweise auch als Bestandteil von Salaten.